# Alain Cantareil
Alain Cantareil, né le 15 août 1983 à Marseille en France, est un footballeur français qui a évolué au poste de défenseur gauche.

## Biographie
Alain Cantareil est originaire de la ville d'Auriol, dans les Bouches-du-Rhône, il joue d'abord au club marseillais de Sainte-Marguerite.
Après avoir signé son premier contrat professionnel avec l'Olympique de Marseille, il est prêté une saison au Nîmes Olympique (National) avec lequel il atteint en tant que titulaire les demi-finales de la Coupe de France 2005. Il intègre ensuite le groupe professionnel de l'OM en 2005 avec lequel il joue quelques rencontres en Ligue 1. Ses débuts prometteurs, notamment en tant que capitaine de la jeune formation phocéenne lors du match médiatisé PSG-OM de mars 2006 laissent augurer d'un avenir radieux pour ce joueur technique et rapide. À Marseille, il porte lors de la saison 2006-2007 le numéro 5 (ancien numéro de Laurent Blanc lorsqu'il était au club).
À l'intersaison 2007 il est transféré définitivement au FC Lorient, car il manque de temps de jeu à l'OM avec la concurrence de Taye Taiwo.
Pressenti un temps au Nîmes Olympique, il est prêté pour une saison à l'AC Ajaccio en juin 2008 . Malheureusement, après un match face à l'En Avant de Guingamp, on révèle une rupture des ligaments croisés du genou, ce qui fait que sa saison 2008/2009 se termine dès la 14e journée de Ligue 2.
En juillet 2009, laissé libre alors qu'il lui reste deux années de contrat, il signe à l'OGC Nice pour deux saisons; il y retrouve Didier Ollé-Nicolle qui l'avait déjà entraîné à Nîmes Olympique
Il rejoint le FC Rouen en octobre 2011. Après une saison en Normandie, il s'engage le 1er juin 2012 avec le FC Istres.
En juin 2015, il s'engage avec le Sporting Toulon Var, club de CFA2.

## Statistiques
| Saison                | Club                   | Championnat           | Championnat | Championnat | Championnat | Coupe nationale | Coupe nationale | Coupe nationale | Coupe de la Ligue | Coupe de la Ligue | Coupe de la Ligue | Compétition(s) continentale(s) | Compétition(s) continentale(s) | Compétition(s) continentale(s) | Compétition(s) continentale(s) | Total | Total | Total |
| Saison                | Club                   | Division              | M.          | B.          | P.d.        | M.              | B.              | P.d.            | M.                | B.                | P.d.              | Comp.                          | M.                             | B.                             | P.d.                           | M.    | B.    | P.d.  |
| 2005-2006             | Olympique de Marseille | Ligue 1               | 6           | 0           | 0           | 2               | 0               | 0               | -                 | -                 | -                 | CI+C3                          | 0+2                            | 0+0                            | 0+0                            | 10    | 0     | 0     |
| 2006-2007             | Olympique de Marseille | Ligue 1               | 3           | 0           | 0           | -               | -               | -               | 2                 | 0                 | 0                 | CI+C3                          | 0+3                            | 0+0                            | 0+1                            | 8     | 0     | 1     |
| Sous-total            | Sous-total             | Sous-total            | 9           | 0           | 0           | 2               | 0               | 0               | 2                 | 0                 | 0                 | -                              | 5                              | 0                              | 1                              | 18    | 0     | 1     |
| 2004-2005             | Nîmes Olympique (prêt) | National              | 31          | 1           | 0           | 5               | 0               | 1               | -                 | -                 | -                 | -                              | -                              | -                              | -                              | 36    | 1     | 1     |
| 2007-2008             | FC Lorient             | Ligue 1               | 19          | 0           | 1           | 1               | 0               | 0               | 1                 | 0                 | 0                 | -                              | -                              | -                              | -                              | 21    | 0     | 1     |
| 2008-2009             | AC Ajaccio (prêt)      | Ligue 2               | 13          | 0           | 3           | -               | -               | -               | 1                 | 0                 | 0                 | -                              | -                              | -                              | -                              | 14    | 0     | 3     |
| 2009-2010             | OGC Nice               | Ligue 1               | 10          | 0           | 1           | 1               | 0               | 0               | 1                 | 0                 | 0                 | -                              | -                              | -                              | -                              | 12    | 0     | 1     |
| 2010-2011             | OGC Nice               | Ligue 1               | 4           | 0           | 0           | -               | -               | -               | -                 | -                 | -                 | -                              | -                              | -                              | -                              | 4     | 0     | 0     |
| Sous-total            | Sous-total             | Sous-total            | 14          | 0           | 1           | 1               | 0               | 0               | 1                 | 0                 | 0                 | -                              | 0                              | 0                              | 0                              | 16    | 0     | 1     |
| 2011-2012             | FC Rouen               | National              | 10          | 0           | 0           | 1               | 0               | 0               | -                 | -                 | -                 | -                              | -                              | -                              | -                              | 11    | 0     | 0     |
| 2012-2013             | FC Istres OP           | Ligue 2               | 15          | 0           | 0           | 1               | 0               | 0               | -                 | -                 | -                 | -                              | -                              | -                              | -                              | 16    | 0     | 0     |
| 2013-2014             | FC Istres OP           | Ligue 2               | 1           | 0           | 0           | -               | -               | -               | -                 | -                 | -                 | -                              | -                              | -                              | -                              | 1     | 0     | 0     |
| 2014-2015             | FC Istres OP           | National              | -           | -           | -           | -               | -               | -               | -                 | -                 | -                 | -                              | -                              | -                              | -                              | 0     | 0     | 0     |
| Sous-total            | Sous-total             | Sous-total            | 16          | 0           | 0           | 1               | 0               | 0               | 0                 | 0                 | 0                 | -                              | 0                              | 0                              | 0                              | 17    | 0     | 0     |
| 2015-2016             | Sporting Toulon Var    | CFA 2                 | 11          | 4           | 1           | -               | -               | -               | -                 | -                 | -                 | -                              | -                              | -                              | -                              | 11    | 4     | 1     |
| 2016-2017             | Sporting Toulon Var    | CFA                   | 15          | 0           | 0           | 1               | 0               | 0               | -                 | -                 | -                 | -                              | -                              | -                              | -                              | 16    | 0     | 0     |
| Sous-total            | Sous-total             | Sous-total            | 26          | 4           | 1           | 1               | 0               | 0               | 0                 | 0                 | 0                 | -                              | 0                              | 0                              | 0                              | 27    | 4     | 1     |
| Total sur la carrière | Total sur la carrière  | Total sur la carrière | 138         | 5           | 6           | 12              | 0               | 1               | 5                 | 0                 | 0                 | -                              | 5                              | 0                              | 1                              | 160   | 5     | 8     |

## Palmarès
Il est vice-champion de France en 2007 et finaliste de la Coupe de France de football en 2006 avec l'Olympique de Marseille.